# Мокроне (Маса-Карара)
Мокроне је насеље у Италији у округу Маса-Карара, региону Тоскана.
Према процени из 2011. у насељу је живело 276 становника. Насеље се налази на надморској висини од 177 м.